# 옐레나 덴데베로바
옐레나 유리예브나 덴데베로바(러시아어: Елена Юрьевна Дендеберова, 러시아어 발음: [jɪˈlʲenə juˈrʲevnə dʲɪndʲɪˈbʲerəvə], 1969년 5월 4일~)는 구소련과 러시아의 수영 선수이자 올림픽, 세계 선수권 대회, 유럽 선수권 대회 메달리스트이다. 주 종목은 개인 혼영이며, 1988년 하계 올림픽 여자 200m 개인 혼영에서 은메달을 획득했다.  소련 및 러시아 선수로서는 역사상 유일하게 여자 개인 혼영 종목에서 올림픽 메달을 획득했다.
현재 상트페테르부르크 (상트페테르부르크) 소재 “에크란” 전문 아동·청소년 스포츠 학교에서 코치로 활동 중이며, 그녀의 제자들 가운데는 세계, (유럽) 및 (러시아) 챔피언과  기록  보유자들이 다수 포함되어 있다. 대표적으로 미론 리핀체프, 예고르 코르네프 를 들 수 있다.